# Comissário de Proteção da Infância e da Juventude
O Comissário de Justiça Infância Juventude e Idoso informalmente chamado de comissário de menores, é um trabalho remunerado, prestado por servidor público do Tribunal de Justiça, que tem como função garantir o cumprimento do Estatuto da Criança e do Adolescente, . Foi estabelecido na lei 9.608/98. São mais de 250 comissários apenas no Distrito Federal. Nas palavras de Marcos Barbosa, supervisor da Seção de Apuração e Proteção da 1ª VIJ: "A figura do comissário de proteção por vezes é associada à ação policialesca, levando muitos a pensarem em uma polícia de menores, o que é errôneo, pois a real e única finalidade destes profissionais é estender as mãos a crianças e adolescentes em situação de risco e prevenir atos contra estes".
Com o surgimento do conselho tutelar, tem ocorrido uma discussão sobre a necessidade da existência dos comissário de menores.  O Ministério Público do Rio Grande do Sul defendeu atuação como necessária para fiscalização do cumprimento do ECA. Em Rondônia, não existe mais comissário de menores no poder judiciário do Estado, desde 2014. O que foi duramente criticado pelo SINJUR (Sindicato dos Trabalhadores no Poder Judiciário do Estado de Rondônia). 
O dia 20 de maio, é o Dia Nacional do Comissário de Proteção da Infância e da Juventude.
O conselheiro tutelar realiza a mesma função